# Tripartite-Klasse
Als Tripartite-Klasse bezeichnete man die seit den 1980er Jahren eingesetzten Minenabwehrfahrzeuge einer Reihe von Staaten. Sie ist eine ursprünglich von den drei Marinen Belgiens, Frankreichs und der Niederlande gemeinsam entwickelte Klasse von Minenjagdbooten. Pakistan und Indonesien beschafften ebenfalls neue Boote dieser Klasse und sowohl Pakistan als auch einige weitere Staaten übernahmen gebrauchte Boote der drei ursprünglichen Programmpartner.

## Geschichte
1974 begannen Belgien, Frankreich und die Niederlande in einem Joint Venture mit der Entwicklung einer neuen Klasse von Minenjagdbooten, die in den 1980er Jahren in den drei Ländern gebaut und in Dienst gestellt wurde. Frankreich und die Niederlande beauftragten ursprünglich je 15 Boote, Belgien 10. Insgesamt wurden schließlich 40 Boote gebaut, Details siehe im Abschnitt „Einheiten“.
Die drei Programmnationen stellen regelmäßig Boote an die Standing Maritime MCM Capability Groups (SNMCMG1 oder SNMCMG2) der NATO, erstere war früher als STANAVFORCHAN bekannt, der Minenabwehrflotille für die Kanalzugänge.

## Technik

### Allgemein
Die Hauptaufgabe der Klasse ist die Minenjagd. Neben der Minenjagd werden die Boote durch einige Marinen auch zu anderen Aufgaben eingesetzt. Hierzu kann bei Bedarf ein 5 Tonnen Container installiert werden, der sowohl als Vorratslast als auch zur Drohnenkontrolle bei der Minenjagd verwendbar ist. Die übrigen Aufgaben umfassen unter anderem Such-, Patrouillen, Spezialtauch- oder Küstenwachaufgaben. Zur Selbstverteidigung sind die Boote mit einer Maschinenkanone bewaffnet, die sich auf dem Vorschiff befindet.
Die indonesischen Boote unterscheiden sich konstruktiv von den übrigen Unterklassen beim Antrieb, den Aufbauten und ganz allgemein im Layout, da sie sowohl zur Minenjagd, Minensuche und Patrouillenzwecken gebaut wurden.

### Minenjagd
Der Rumpf besteht aus Faserverbundwerkstoff, Glasfasern und Polyester, (GFK) und bei den Aufbauten kam Aluminium zum Einsatz. Diese Bauweise führt neben einem niedrigen Gewicht vor allem zu einer geringen magnetischen Signatur. Um bei niedrigen Geschwindigkeiten während Minenjagdoperationen die Manövrierfähigkeit erhalten zu können, verfügen die Boote über zwei Aktivruder mit je einem Propeller mit fester Steigung, der von einem Elektromotor angetrieben wird. Sie besitzen hierfür auch einen Autopiloten und eine automatische Positionskontrolle. Zur Minensuche verfügten die Boote über ein Rumpfmontiertes Sonar Thomson Sintra DUBM 21B.
Auf jedem Boot waren ursprünglich zwei ROV PAP-104 B (Poisson Autopropulse) vorhanden, mit denen Objekte in einer Tiefe zwischen 10 und 120 m identifiziert und zwischen 10 und 100 m bekämpft werden können. Diese Unterwasserdrohnen sind 2,7 m lang, 1,2 m breit, wiegen 700 kg und können eine Minenvernichtungsladung von 100 kg tragen. Angetrieben und gesteuert werden sie über zwei Schrauben mit Elektroantrieb, die dabei erreichbare Geschwindigkeit beträgt 5 kn. Die Kontrolle der Drohnen erfolgt über eine Kabelverbindung mit einer Länge von bis zu 500 m vom Boot aus. An eigener Sensorik verfügen die Drohnen über eine Kamera mit Suchscheinwerfer und ein Nahbereichssonar.
Für den Einsatz von Minentauchern können die Boote mit einer Dekompressionskammer, die in dem Container untergebracht ist, ausgerüstet werden.

### Modernisierung
Im Laufe ihres Einsatzes wurden die meisten Boote modernisiert. Die Boote der Belgischen Marine erhielten bereits Ende der 1990er Jahre eine Modernisierung des Antriebs. Eine Fähigkeitsverbesserung wurde später bei noch sechs Booten vorgenommen, die ihre Lebensdauer bis 2020 gewährleisten soll. Die gleiche Modernisierung erhielten die Boote der Königlichen Marine der Niederlande. Die Änderungen betreffen das Minenjagd Kommando- und Steuersystem und ein integriertes Minenabwehrsystem, bestehend aus dem fest installierten und einem autonomen variablen Tiefensonar sowie einem neuen Minen-Identifikations- und Bekämpfungssystem (englisch, Abkürzung: MIDS), basierend auf der Atlas Seafox Drohne. Die Verbindung zum Schiff erfolgt durch 3.000 m lange fiberoptische Kabel, eine Variante zur Bekämpfung (Seafox-C) und eine zur Identifikation (Seafox-I) der Minen. Das erste umgebaute Boot war die Hr. Ms. Hellevoetsluis.
Acht niederländische Boote wurden bis 2008 modernisiert, die beiden letzten sollten bis 2011 umgerüstet sein. Allerdings wurde 2011 beschlossen, den Bestand auf sechs Boote zu reduzieren.
Die umgebauten belgischen Einheiten waren die Primula, Aster, Lobelia Bellis, Narcis und Crocus, die der Belgischen Marinekomponente zwischen Februar 2006 und Februar 2009 wieder zur Verfügung standen.
Die französische Marine nationale ließ ihre Boote zwischen 2001 und 2005 modernisieren. Diese umfasste den Austausch des alten Sonars durch die Baureihe TUS 2022 Mk III, die Beschaffung von Bofors Double Eagle Mk II Drohnen und ein neues, taktisches Datensystem sowie eine Modernisierung von Radar- und Kommunikationsanlagen.

## Einheiten

### Programmnationen
Belgien
Die ursprünglich zehn belgischen Boote sind nach Blumen benannt und werden deshalb auch als Flower-Klasse bezeichnet. Die noch verbliebenen Einheiten sind im flämischen Zeebrugge beheimatet. Die Boote wurden alle durch die Beliard-Werft gebaut, wobei die Rümpfe im Werk Ostende gebaut wurden, um anschließend im Werk Rupelmonde ausgerüstet zu werden.
| Kennung | Name     | Kiellegung       | Stapellauf        | In Dienst          | Außer Dienst | Verbleib                         |
| ------- | -------- | ---------------- | ----------------- | ------------------ | ------------ | -------------------------------- |
| M915    | Aster    |                  | 6. Juni 1985      | 16. Dezember 1985  |              | aktiv                            |
| M916    | Bellis   | 9. Februar 1984  | 14. Februar 1986  | 13. August 1986    |              | aktiv                            |
| M917    | Crocus   | 9. Oktober 1984  | 2. Oktober 1985   | 5. Februar 1987    |              | aktiv                            |
| M918    | Dianthus | 4. April 1985    | 16. April 1986    | 18. August 1987    | 1993         | an Frankreich, Capricorne (M653) |
| M919    | Fuchsia  | 31. Oktober 1985 | 21. November 1986 | 20. Februar 1988   | 1993         | an Frankreich, Céphée (M652)     |
| M920    | Iris     | 23. Mai 1986     | 18. Juni 1987     | 6. Oktober 1988    | 1993         | an Frankreich, Verseau (M651)    |
| M921    | Lobelia  |                  | 3. Februar 1988   | 9. Mai 1989        |              | aktiv                            |
| M922    | Myosotis | 6. Juli 1987     | 4. August 1988    | 14. Dezember 1989  | 2004         | an Bulgarien, Tsibar (32)        |
| M923    | Narcis   |                  | 30. März 1990     | 27. September 1990 |              | an Ukraine, Mariupol             |
| M924    | Primula  |                  | 20. Dezember 1990 | 29. Mai 1991       |              | aktiv                            |

Die drei Boote, die später von Frankreich beschafft wurden, waren bereits seit 1990 nur noch in Reserve. Die später an Bulgarien verkaufte Myosotis war nach Indienststellung zum Munitionstransporter umgebaut worden.

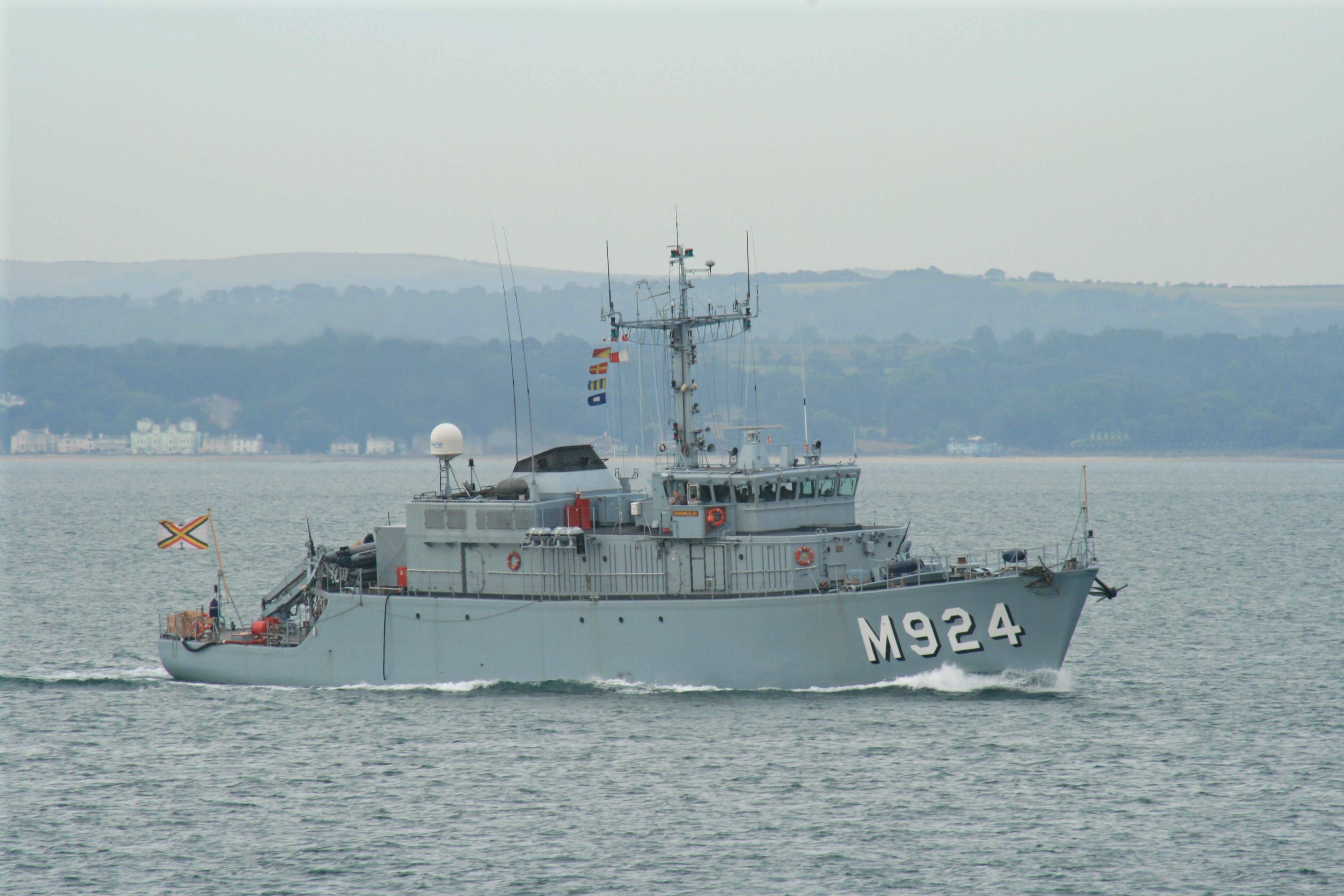
BNS Primula
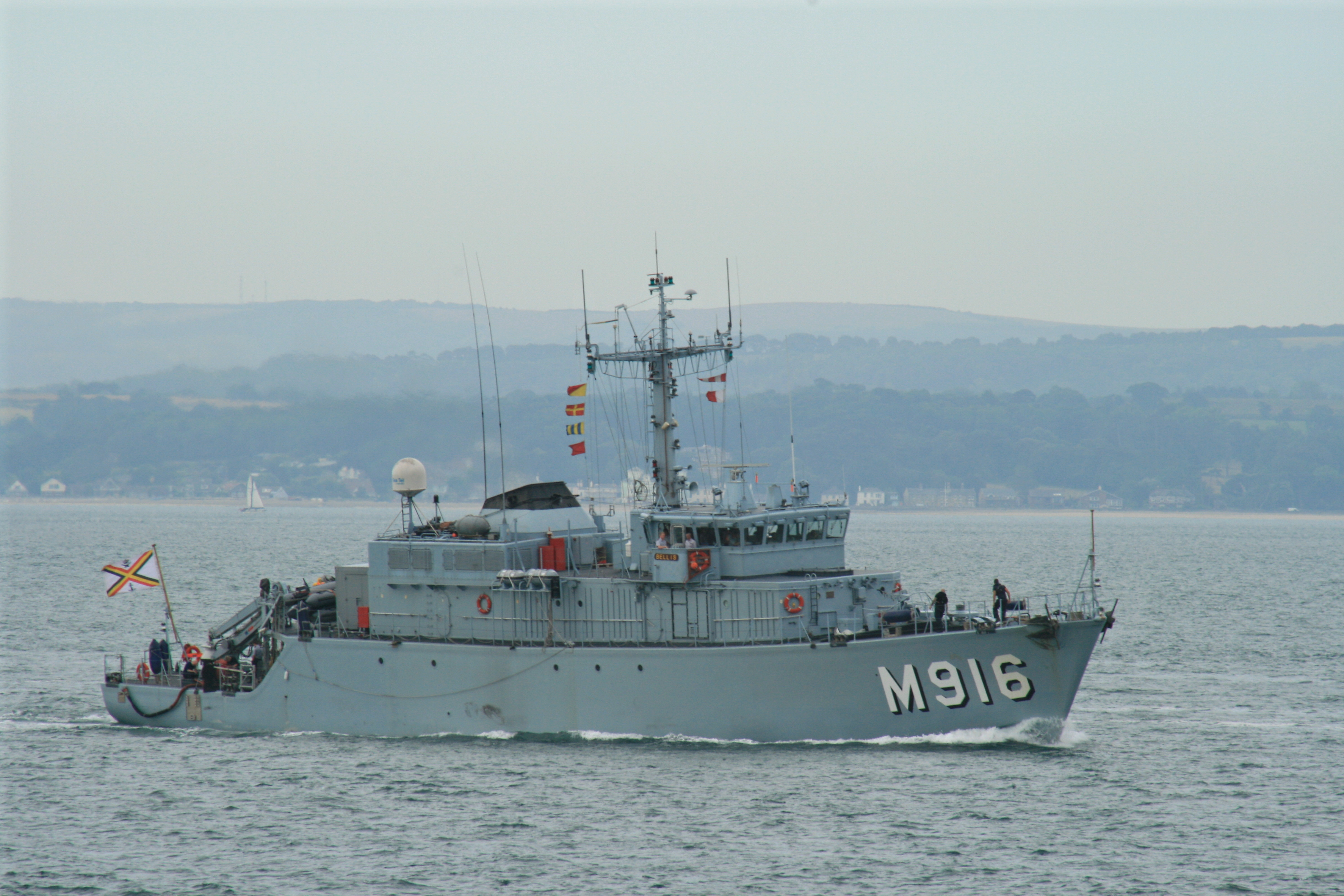
BNS Bellis

 Frankreich
Die französischen Boote sind nach Gestirnen benannt und werden als Éridan-Klasse bezeichnet. Ursprünglich plante Frankreich, wie auch die Niederlande, den Bau von 15 Boote, diese Menge wurde jedoch später auf zehn reduziert. Durch die vorzeitige Weitergabe der 10. Einheit an Pakistan wurde im Januar 1992 noch ein Boot nachbestellt. Alle 11 Boote wurden auf der Werft DCN in Lorient für die Marine nationale gebaut. Die noch verbliebenen Einheiten sind bis auf zwei, die im südfranzösischen Toulon liegen, im bretonischen Brest beheimatet.
| Kennung | Name            | Kiellegung        | Stapellauf         | In Dienst         | Außer Dienst       | Verbleib                      |
| ------- | --------------- | ----------------- | ------------------ | ----------------- | ------------------ | ----------------------------- |
| M641    | Éridan          | 20. Dezember 1977 | 7. März 1981       | 14. April 1984    |                    | aktiv, Brest                  |
| M642    | Cassiopée       | 26. März 1979     | 26. September 1981 | 5. Mai 1984       |                    | aktiv, Brest                  |
| M643    | Andromède       | 5. März 1980      | 22. Mai 1982       | 19. Oktober 1984  |                    | aktiv, Brest                  |
| M644    | Pégase          | 22. Oktober 1986  | 23. April 1983     | 30. Mai 1985      |                    | aktiv, Brest                  |
| M645    | Orion           | 29. Juli 1981     | 6. Februar 1985    | 14. Januar 1986   |                    | aktiv, Toulon (seit 2003)     |
| M646    | Croix du Sud    | 21. April 1982    | 6. Februar 1985    | 14. November 1986 |                    | aktiv, Brest                  |
| M647    | Aigle           | 1. Dezember 1982  | 8. März 1986       | 1. Juli 1987      |                    | aktiv, Brest                  |
| M648    | Lyre            | 15. Oktober 1983  | 15. November 1986  | 16. Dezember 1987 |                    | aktiv, Brest (seit 2003)      |
| M649    | Persée          | 23. Mai 1986      | 18. Juni 1987      | 6. Oktober 1988   | 8. Juli 2009       | demilitarisiert, Brest (2010) |
| M650    | Sagittaire (I)  |                   |                    | 27. Juli 1989     | 24. September 1992 | an Pakistan, Munsif (M166)    |
| M650    | Sagittaire (II) | 1. Februar 1993   | 14. Januar 1995    | 2. April 1996     |                    | aktiv, Brest                  |

Zwischen März und August 1997 übernahm Frankreich die drei ehemals belgischen Boote, die bereits seit 1990 nur noch als Reserve vorgehalten worden waren.
| Kennung | Name       | In Dienst | Außer Dienst     | Verbleib                      |
| ------- | ---------- | --------- | ---------------- | ----------------------------- |
| M651    | Verseau    | 1997      | 12. Februar 2010 | demilitarisiert, Brest (2010) |
| M652    | Céphée     | 1997      |                  | aktiv, Brest                  |
| M653    | Capricorne | 1997      |                  | aktiv, Toulon                 |

 Niederlande
Die fünfzehn niederländischen Boote sind nach Ortschaften benannt und wurden auf der Werft Van der Giessen-de Noord in Krimpen aan den IJssel gebaut. Sie werden als Alkmaar-Klasse bezeichnet. Da die beiden letzten der ursprünglich für die Niederlande bestimmten Boote bereits während des Baus an Indonesien weitergegeben wurden, wurden für die niederländische Marine ein 16. und 17. Boot vom Stapel gelassen. Die verbliebenen Einheiten sind in Den Helder beheimatet
| Kennung | Name           | Kiellegung        | Stapellauf        | In Dienst          | Außer Dienst   | Verbleib                                      |
| ------- | -------------- | ----------------- | ----------------- | ------------------ | -------------- | --------------------------------------------- |
| M850    | Alkmaar        | 30. Januar 1979   | 18. Mai 1982      | 28. Mai 1983       | 15. Mai 2000   | an Lettland, Rūsiņš (M-08)                    |
| M851    | Delfzijl       | 29. Mai 1980      | 29. Oktober 1982  | 17. August 1983    | 19. Juni 2000  | an Lettland, Visvaldis (M-07)                 |
| M852    | Dordrecht      | 5. Januar 1981    | 26. Februar 1983  | 16. November 1983  | 5. Juli 2000   | an Lettland, Talivaldis (M-06)                |
| M853    | Haarlem        | 30. November 1981 | 9. Juli 1983      | 12. April 1984     | 2011           | außer Dienst                                  |
| M854    | Harlingen      | 30. November 1981 | 9. Juli 1983      | 12. April 1984     | 1. Januar 2003 | an Lettland, Imanta (M-04)                    |
| M855    | Scheveningen   | 24. Mai 1982      | 2. Dezember 1983  | 18. Juli 1984      | 1. Januar 2003 | an Lettland, Viesturs (M-05)                  |
| M856    | Maassluis      | 7. November 1982  | 5. Mai 1984       | 12. Dezember 1984  | 2011           | an Bulgarien, Mesta (31)                      |
| M857    | Makkum         | 28. Februar 1983  | 23. Februar 1985  | 13. Mai 1985       |                | aktiv, Abgabe an Ukraine Ende 2025, Henichesk |
| M858    | Middelburg     | 11. Juli 1983     | 22. November 1986 | 10. Dezember 1986  | 2011           | außer Dienst                                  |
| M859    | Hellevoetsluis | 12. Dezember 1983 | 22. November 1986 | 20. Februar 1987   | 2011           | an Bulgarien, Struma (33)                     |
| M860    | Schiedam       | 6. Mai 1984       | 26. April 1986    | 9. Juli 1986       |                | aktiv                                         |
| M861    | Urk            | 1. Oktober 1984   | 4. Oktober 1986   | 10. Dezember 1986  |                | aktiv                                         |
| M862    | Zierikzee      | 25. Februar 1985  | 4. Oktober 1986   | 7. Mai 1987        |                | aktiv                                         |
| M863    | Vlaardingen    | 6. Mai 1986       | 10. Dezember 1988 | 15. März 1989      |                | an Ukraine, Melitopol                         |
| M864    | Willemstad     | 10. Dezember 1988 | 27. Januar 1989   | 20. September 1989 |                | aktiv                                         |

### Weitere Nutzerstaaten
Bulgarien
Bulgarien erwarb am 7. Dezember 2007 von Belgien die ehemalige Myosotis (32). Anfang 2009 wurde das Boot an Bulgarien übergeben, wo sie durch die Bulgarische Marine unter dem Namen Tsibar in Dienst gestellt wurde. Zwei weitere Boote wurden von den Niederlanden erworben und als Mesta und Struma in Dienst gestellt.
| Kennung | Name   | In Dienst | Außer Dienst | Verbleib |
| ------- | ------ | --------- | ------------ | -------- |
| 31      | Mesta  | 2020      |              | aktiv    |
| 32      | Tsibar | 2009      |              | aktiv    |
| 33      | Struma | 2020      |              | aktiv    |

 Indonesien
Die ehemalige niederländische Kolonie Indonesien bestellte am 29. März 1985 zwei Boote. Im Hinblick auf eine schnelle Auslieferung erhielt Indonesien die beiden letzten der 15 bereits für die niederländische Marine bestellten Boote. Für die niederländische Marine wurden hingegen noch einmal zwei neue Schiffe gebaut, um wieder die Anzahl von 15 Schiffen zu erreichen. Die in Indonesien als Pulau-Rengat-Klasse bezeichneten Boote wurden somit ebenfalls bei Van der Giessen-de Noord gebaut.
Im Februar 2015 begann die indonesische Marine sich nach Ersatz für die beiden Boote umzusehen, da diese sich dem Ende ihrer Einsatzzeit nähern.
| Kennung | Name         | Kiellegung        | Stapellauf      | In Dienst     | Außer Dienst | Verbleib |
| ------- | ------------ | ----------------- | --------------- | ------------- | ------------ | -------- |
| 711     | Pulau Rengat | 22. Juli 1985     | 23. Juli 1987   | 26. März 1988 |              | aktiv    |
| 712     | Pulau Rupat  | 15. Dezember 1985 | 27. August 1987 | 26. März 1988 |              | aktiv    |

 Lettland
Auch die Regierung Lettlands erwarb von den Niederlanden fünf nicht mehr benötigte Boote. Diese Einheiten ersetzen bei der Marine Lettlands unter anderem die Nemejs (M-03), die frühere Völklingen der Lindau-Klasse der Deutschen Marine, und verstärken die Baltic Naval Squadron. In Lettland werden die Boote, nach dem ersten gelieferten, als Imanta-Klasse bezeichnet. Bevor man sie hier wieder in Dienst stellte, wurden sie noch einmal überholt.
| Kennung | Name       | Übergabe          | Außer Dienst | Verbleib |
| ------- | ---------- | ----------------- | ------------ | -------- |
| M04     | Imanta     | 6. März 2007      |              | aktiv    |
| M05     | Viesturs   | 5. September 2007 |              | aktiv    |
| M06     | Talivaldis | Januar 2008       |              | aktiv    |
| M07     | Visvaldis  | Oktober 2008      |              | aktiv    |
| M08     | Rūsiņš     | August 2011       |              | aktiv    |

 Pakistan
Pakistan bestellte am 17. Januar 1992 drei Boote bei Frankreich. Beim ersten der für Pakistan bestimmten Boote handelte es sich um die erste Sagittaire, ein „Golfkriegsveteran“ von 1991, die als Munsif (M166) am 26. Oktober 1992 durch die Marine Pakistans in Dienst gestellt wurde. Die beiden weiteren Boote waren Neubauten, die bei der DCN in Lorient bzw. auf der PN Dockyard in Karatschi gebaut wurden.
| Kennung | Name    | Kiellegung | Stapellauf   | In Dienst      | Außer Dienst | Verbleib |
| ------- | ------- | ---------- | ------------ | -------------- | ------------ | -------- |
| M167    | Muhafiz |            | 8. Juli 1995 | 15. April 1996 |              | aktiv    |
| M168    | Mujahid |            | ?            | 9. Juli 1998   |              | aktiv    |

 Ukraine
| Kennung | Name      | Kiellegung       | Stapellauf        | In Dienst     | Außer Dienst | Verbleib             |
| ------- | --------- | ---------------- | ----------------- | ------------- | ------------ | -------------------- |
|         | Mariupol  |                  | 30. März 1990     | 26. Juni 2025 |              | aktiv                |
|         | Melitopol | 6. Mai 1986      | 10. Dezember 1988 | 26. Juni 2025 |              | aktiv                |
|         | Henichesk | 28. Februar 1983 | 23. Februar 1985  |               |              | noch nicht übergeben |